# Föreningen för yrkesverksamma översättare och tolkar i Katalonien
Föreningen för yrkesverksamma översättare och tolkar i Katalonien (Associació Professional de Traductors i Intèrprets de Catalunya, APTIC) är en oberoende förening utan vinstintresse. Den bildades officiellt den 1 januari 2009 och är öppen för alla yrkesverksamma i sektorn med akademisk utbildning eller med kreditering av professionell erfarenhet. Den ingår i den Internationella Federationen av översättare (FIT) och i Red Vértice. 
APTIC består av mer en 650 medlemmar.
Den bildades genom sammanslagning av de två stora föreningarna av översättare och tolkar i Katalonien: Föreningen av översättare och tolkar i Katalonien (ATIC) och översättare- och tolkföreningen (TRIAC). ATIC bildades 1994 av en grupp studenter för att ta itu med bristen av specificerad legalisering samt organisation av sektorn. TRIAC bildades ett år senare med huvudmålet av att skapa en officiell utbildning av översättare och tolkar som har tillåtelse att utöva yrket i Katalonien. 
Föreningarna arbetade oberoende av varandra i tio år. 2006 trädde en ny lag i kraft som reglerade utövandet av yrken som krävde akademisk utbildning och yrkesförbund varpå de två föreningarna slogs ihop.